# Vassili Ier de Vladimir
Vassili Ier Iaroslavitch de Vladimir  fut grand-prince de Vladimir de 1271 à 1276.
Il est le fils de Iaroslav II de Vladimir et de Théodosie de Riazan et naît en 1236 ou en 1241.
Il succède à Iaroslav III de Vladimir grâce à l'appui des Tatars de la Horde d'or du Khan Mengü Temür et en acceptant de faire campagne avec lui contre la Lituanie. Il meurt en 1276 sans héritier.